# C/2020 F8 (SWAN)
C/2020 F8 (SWAN) – kometa jednopojawieniowa, którą odkryto 10 kwietnia 2020 roku.

## Odkrycie komety
Kometa ta została odkryta na ogólnodostępnych w internecie zdjęciach z kamery SWAN sondy-obserwatorium SOHO z 25 marca 2020 roku.

## Orbita komety

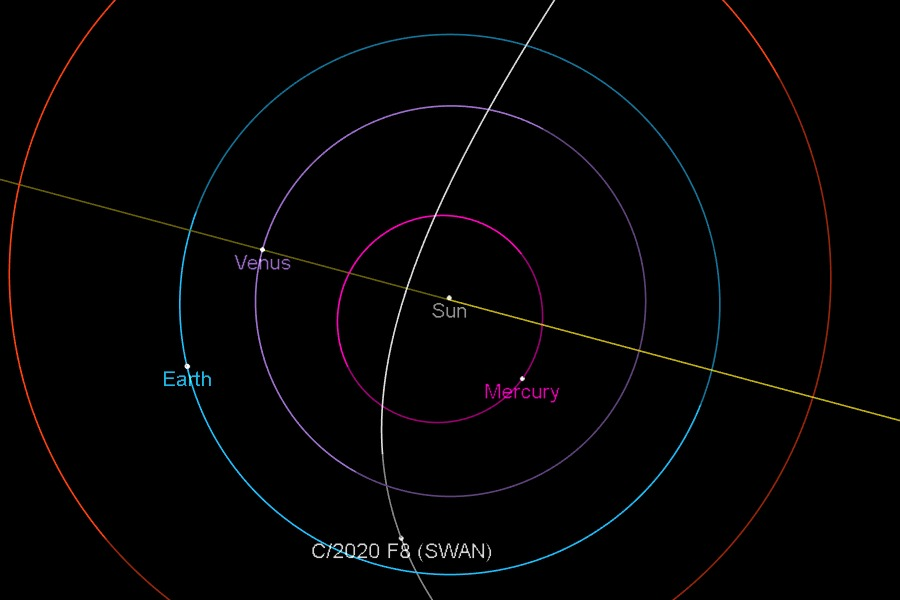
Położenie komety C/2020 F8 (SWAN) na orbicie 19 kwietnia 2020

Minor Planet Center początkowo oceniło, że mimośród jej orbity jest e<1. Natomiast Jet Propulsion Laboratory na podstawie obserwacji wykonanych w okresie 18 dni podało, że C/2020 F8 (SWAN) porusza się po orbicie w kształcie hiperboli o mimośrodzie 1,00096 ± 0,00113. Dalsze obserwacje pozwoliły ustalić, że jest to obiekt jednopojawieniowy, o orbicie zbliżonej do paraboli, prawdopodobnie kometa okresowa o okresie ok. 500 tysięcy lat z aphelium w odległości rzędu 10000 j.a. od Słońca. Nachylenie jej orbity do ekliptyki wynosi 110,8˚.
12 maja 2020 r. kometa minęła Ziemię w odległości około 0,5555 j.a. (83,1 mln km). Przez peryhelium kometa przeszła 27 maja 2020 roku w odległości 0,43 j.a. od Słońca.

## Właściwości fizyczne i możliwość obserwacji
Kometa C/2020 F8 (SWAN) wykazuje dużą aktywność. Ma rozległy, zielonkawo-błękitny warkocz jonowy, a kolor ten związany jest z zawartością w nim tlenku węgla oraz atomów węgla. Pod koniec kwietnia 2020 osiągnęła jasność obserwowaną około 5,1m, więc w bardzo sprzyjających okolicznościach, na bardzo ciemnym niebie, była możliwa do obserwacji gołym okiem.
Kometa SWAN nieco zmniejszyła swoją jasność po 3 maja, ale wciąż była na granicy widoczności gołym okiem. Jednak blask zmierzchu, światło zodiakalne, ekstynkcja atmosferyczna i Księżyc bliski pełni raczej uniemożliwiały obserwacje gołym okiem. Początkowo była najlepiej widoczna z południowej półkuli Ziemi, a niemożliwa do obserwacji na północ od 30° N. W połowie kwietnia przewidywano, że osiągnie w maju jasność 3m, ale obserwacje będą utrudnione ze względu na blasku zmierzchu. Jednak jasność komety w maju znacznie spadła poniżej tych przewidywań. Kometa przeszła przez równik niebieski 7 maja i skierowała się na północ. W drugiej połowie maja była widoczna na półkuli północnej, początkowo tylko przed świtem, a 20 maja w pobliżu gwiazdy Algol o jasności 2m. Na półkuli północnej najlepiej miała być widoczna pod koniec maja 2020, przemieszczając się w pobliżu gwiazdy Kapella, ale jasność jej szybko malała.